# Vergante
Le Vergante est un territoire vallonné positionné entre les provinces de Verbano-Cusio-Ossola et Novara, entre le lac Majeur et Mergozzolo. 

## Origine du nom
Ce toponyme fait en particulier référence à la partie orientale de ces collines, celles qui font face au Lac Majeur sur laquelle durant quatre siècles (du XIV e à la fin du  XVIIIe siècle) se trouvait déjà une structure administrative appelée Communauté du Vergante.

## Géographie physique
Les reliefs caractéristiques de la zone sont ceux du Mergozzolo, en particulier le sommet principal du Mottarone et le sommet secondaire du Monte Cornaggia (it).
La partie en plaine se limite à la côté du Lac Majeur et à la ville d'Arona.
Le Vergante comprend une bonne partie du Lac Majeur ainsi que trois des quatre Îles Borromées : Isola Madre (l'Île Mère), Isola Bella (l'Île Belle) et Isola dei Pescatori (l'Île des Pêcheurs).
La rivière principale du Vergante est l'Erno (it). D'autres torrents mineurs parcourent également la région : la Tiaschiella, la Valleggia et la Vevera.

## Géographie politique
Le Vergante se divise en Basso Vergante et Alto Vergante. Cette dernière appellation s'est diffusée récemment et fait référence aux villages des hauteurs qui dominent le Lac Majeur. Il s'agit des villages compris entre Invorio et Levo.
Depuis le 17 décembre 2001,les communes de Belgirate, Lesa et Meina se sont associées pour créer l'Union des municipalités des collines du Vergante, désormais dénommée « Union des communes du Vergante ».
Les communes faisant partie du Basso Vergante sont Arona, Baveno, Belgirate, Lesa, Meina, Oleggio Castello, Paruzzaro et Stresa.
Les communes faisant partie de l'Alto Vergante sont Brovello-Carpugnino, Colazza, Gignese, Invorio, Massino Visconti, Nebbiuno et Pisano.

## Histoire
Dès le XIVe siècle, Meina et Lesa ont le statut de communes et le Vergante a une administration unique : le Conseil général du Vergante. L'archevêque de Milan Antonio da Saluzzo nous apprend en 1389 que ces trois entités disposent de 146 normes communes pour organiser la société d'un point de vue moral, administratif et économique. Le Conseil est présidé par une personne nommée par l'archevêque assistée par douze conseillers nommés par les différentes communes.
En 1455, Filippo Borromeo fait une révision des Statuts du Vergante auxquels il rajoute neuf chapitres. Cette même année, on décide aussi que l'Assemblée des conseillers des différents villages doit se réunir à Lesa dans la maison d'un certain Eustachio Landomi qui devient alors le Palais de la Communauté du Vergante. À la fin du XVIIIe siècle, la Communauté du Vergante est dissoute sous l'impulsion des armées napoléoniennes et de l'ordre nouveau européen.
Nous disposons d'un avis du 9 mars 1793 dans lequel sont énumérées les communes faisant partie du Vergante juste avant sa dissolution : Arona, Baveno avec Feriolo, Belgirate, Brisino avec Vedasco, Passera et Binda, Brovello; Calogna, Carpugnino, Chignolo (composé de l'Île Belle, l'Île des Pêcheurs, l'Île Mère, Levo, Sommararo, Campino et Carciano), Colazza, Comnago, Corciago et Nebbiuno, Dagnente, Dormelletto, Fosseno, Ghevio avec Silvera, Graglia, Lesa et Solcio, Solcietto et Villa Lesa, Magognino, Meina, Nocco, Pisano, Sovazza, Stresa avec mezza Stresa, Stropino, Tapigliano, Vezzo.

## Démographie
Le Vergante compte environ 43 600 habitants qui se trouvent pour la plupart dans les centres urbains sur les rives du Lac Majeur. La ville principale est Arona où se concentrent les activités commerciales, les écoles et les services les plus importants. Stresa, ville principalement touristique, est la deuxième commune en nombre d'habitants.
| Position | Ville   | Province             | Population | Superficie (km²) | Densité (hab/km²) | Altitude (m) |
| -------- | ------- | -------------------- | ---------- | ---------------- | ----------------- | ------------ |
| 1ª       | Arona   | Novare               | 13 966     | 15,17            | 921               | 212          |
| 2ª       | Stresa  | Verbano-Cusio-Ossola | 4 913      | 35,36            | 139               | 200          |
| 3ª       | Baveno  | Verbano-Cusio-Ossola | 4 883      | 17,10            | 286               | 205          |
| 4ª       | Invorio | Novare               | 4 439      | 17,37            | 256               | 366          |
| 5ª       | Meina   | Novare               | 2 484      | 7,54             | 330               | 214          |

Tableau mis-à-jour le 01/01/2018.

## Lieux touristiques

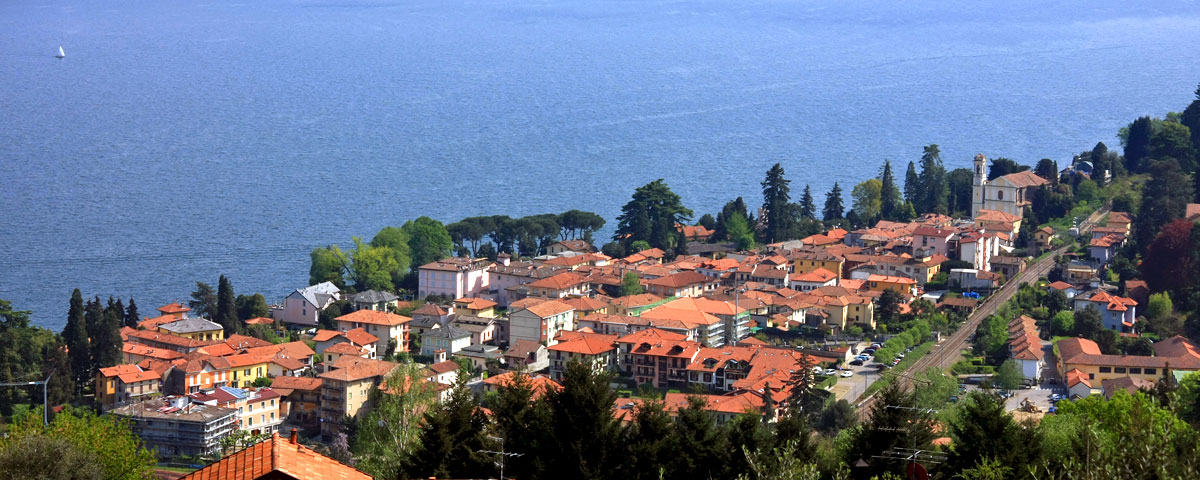
Panorama de Meina et du Lac Majeur.

### Monuments et musées
- Mont sacré d'Arona
- Colosse de Saint Charles Borromée
- Forteresse Borromée d'Arona
- Les Îles Borromées
- Le Château de Massino Visconti
- Le Musée du parapluie et du parasol (Gignese)[5]

### Sites naturels
- Le Lac Majeur
- Le Mottarone